# Leptoceratop
El leptoceratop (Leptoceratops) és un gènere de dinosaure ceratop primitiu que visqué al Cretaci superior, alhora que els seus parents gegants triceratop i torosaure. Les seves restes fòssils s'han trobat a l'oest de Nord-amèrica, se n'han trobat cranis a Alberta, Canadà i a Wyoming. Probablement es podia aixecar i córrer sobre les seves potes posteriors. El leptoceratop mesurava uns 2 metres de longitud i pesava entre 68 i 200 kg.